# اسنجه (أديامان)
اسنجه (بالكردية: Taîbiyê‏) (بالتركية: Esence)‏ هي قرية كرديّة تتبع إداريّاً لمديرية أديامان في محافظة أديامان التركية الواقعة في جنوب شرق الأناضول. وبلغ عدد سكانها 63 نسمة في عام 2021.